# Hypokalemi
Hypokalemi är ett tillstånd av onormalt låga halter av kaliumjoner (K+) i blodet. Orsaken kan vara relaterad till en underliggande njursjukdom, eller behandling med olika former av diuretika (urindrivande läkemedel). Även alkalos kan orsaka hypokalemi.
Hypokalemi är ett allvarligt tillstånd som kräver omedelbar behandling, eftersom många processer i kroppen är beroende av stabila halter av kaliumjoner i blodet. Bland annat överföringen av nervimpulser och den elektriska överföringen av impulser i hjärtat riskerar att drabbas. Det leder i sin tur till myopati samt eventuella arytmier och hjärtflimmer.